# Jarl Gripenberg
Jarl Mauritz Leonard Gripenberg, född 18 december 1914 i Helsingfors, död 26 april 1997, var en finländsk kemiingenjör.
Gripenberg blev student 1933, diplomingenjör 1938 och teknologie doktor vid Tekniska högskolan i Helsingfors 1944. Han var assistent i kemi 1939–1945, lektor i organisk kemi 1949–1959, biträdande professor i kemi 1952–1972 och professor i organisk kemi 1972–1977, allt vid Tekniska högskolan i Helsingfors. Han var ordförande i Finska kemistsamfundet 1951 och 1963 och blev hedersordförande 1977. Han skrev bland annat Über Cadalin und seine Monosubstitutionsderivate (akademisk avhandling, 1943). Han blev finländsk mästare i orientering 1943 och 1950.